# 韦贯之
韦贯之（760年—821年11月13日），本名韦纯，字贯之，一字正理，唐朝官员，唐宪宗年间为宰相。

## 家世
韦贯之出自京兆韦氏逍遥公房，八世祖韦敻，七世祖韦世康，祖父韦希元为上党尉，父韦肇为吏部侍郎。他是次子，有兄长韦绶，及至少一个弟弟韦纁。姐姐為崔發母親。

## 唐德宗年间
韦纯年轻时中进士，唐德宗贞元元年（785年）为礼部侍郎鲍防所选登贤良方正科，时人称美鲍防知人。韦纯被授校书郎。任满后，从调判入等，转长安尉（长安丞）。
德宗末年，京兆尹李实有权势，建议德宗的事几天内就能办成。当有人向李实推荐韦纯时，李实答：“我常听闻他贤，他和我的住所同里。我常想见他，如果有机会，我会向皇帝推荐他。”举着笏对推荐者说“我已经记下他的名字了”。推荐者将此事告诉韦纯：“你今天去见李实，明天就受贺了。”但韦纯虽然没有表面拒绝，却只是唯唯诺诺，几年都不去见李实，也就一直没有升迁。韦纯任满穷困，挖地烤火，吃豆粥御寒过冬。

## 唐宪宗年间

### 拜相前
二十一年（805年），德宗崩，由重病的儿子唐顺宗继位，顺宗登基了几个月就禪讓给儿子唐宪宗。宪宗名李纯，韦纯起初并不想改名以避讳。但宪宗下诏改给事中陆淳名为陆质，韦纯不得已，上疏请求改名，从此以字行，改用表字贯之，以避讳。宪宗为帝后不久，他被任为监察御史。他上表称此职应由弟弟韦纁担任。结果，他被任为右补阙，韦纁被任为监察御史。时人不以为这是他的私心。元和元年（806年），韦贯之和中书舍人张弘靖主考制策，选拔了十八人，后来都以文才闻名。九月，宰相杜佑之子杜从郁被任为左补阙，韦贯之和翰林学士崔群、谏官独孤郁认为这不妥。最初，杜从郁的官职被降为左拾遗，但仍是谏官。韦、崔进一步阐明立场——谏官是当宰相行政不妥时报请皇帝纠正的，他们认为让杜从郁议论其父的行政是不妥的。杜从郁因此被改任为秘书丞。
二年（807年），韦贯之与兵部郎中蒋乂及许孟容、柳登等受诏删定制敕成三十卷。
转礼部员外郎。任上，本是商人的少府监新罗人金忠义给两个儿子求官。韦贯之拒绝了，指出按规定，工商业者之子不能当官。金忠义游说很多权臣为他说话，但韦贯之坚持，还将此事上表皇帝，金忠义之子最终未获官职。韦贯之还言辞恳切地弹劾金忠义为官的资格，使得金忠义被罢免。改吏部员外郎。
三年（808年）四月，宪宗策试贤良方正直言极谏举人，韦贯之和户部侍郎杨於陵、左司郎中郑敬、都官郎中李益为考策官。伊阙尉牛僧孺、陆浑尉皇甫湜、前进士李宗闵三人批评时政，韦贯之选他们为上等，对策为中等，又为不中第者注解牛、李策语。中书舍人裴垍复查后也认可。但宰相李吉甫被他们的批评激怒，视之为对他的人身攻击，哭着对宪宗说给韦贯之和杨於陵覆策的裴垍、翰林学士王涯有利害冲突，皇甫湜又是王涯的外甥。因李吉甫弹劾，裴垍、王涯、杨於陵、郑敬、韦贯之、李益都被贬，韦贯之先被贬为果州刺史，数日后在途中再贬巴州刺史。翰林学士拾遗白居易作《论制科人状》为裴垍、王涯、韦贯之等辩解。但韦贯之当年就被召回长安为都官郎中，与裴度都被当时拜相的裴垍用为知制诰。五年（810年）八月，以都官郎中拜中书舍人。裴垍为宰相时，曾经三次奏事，宪宗不从，但在韦贯之指点下，裴垍所言被宪宗听取，于是裴垍说：“君以后当居此位。”元和六年（811年）六月，他和给事中段平仲、兵部侍郎许孟容、户部侍郎李绛一起参与了李吉甫主张的一场大规模俸禄复查，省冗官八百员，吏一千四百员。改权知礼部侍郎。在两年任期内，所选拔的人都重实干多于浮华，因此试图影响考试结果的人减少了。他曾从容上奏说：“礼部侍郎重于宰相。”宪宗说：“侍郎是宰相所任的，怎能重呢？”答：“但是侍郎是为陛下选拔宰相的人，能不重吗？”宪宗称赞其言。七年（812年）十二月，奏试明经，请停墨义，依旧格问口义，获准。转尚书右丞，谢恩之日，面赐金紫。时有僧人登门，说：“君将要拜相了。”韦贯之命左右将他请出，说：“这是妄人。”
韦贯之被认为孤峻和才干都胜过宰相李藩。
八年（813年）四月，韦贯之以朝议大夫权知礼部侍郎的身份与其他大臣们奉命敬祭故太保赠太傅杜佑。

### 拜相
元和九年（814年）十二月，中大夫、守尚书右丞、上骑都尉、赐紫金鱼袋韦贯之以本官被授同中书门下平章事，为实质宰相。元和十年（815年），当朝廷军队正和控制彰义的军阀吴元济交锋时，负责战事的韦贯之同僚宰相武元衡被暗杀。当时杀害武元衡的刺客被认为是吴元济盟友成德节度使王承宗所派。元和十一年（816年），宪宗同时对王承宗宣战，韦贯之反对，认为同时进行两场战事会带来另一波类似导致德宗被迫逃离京城的朱泚之乱的叛乱，不如先平定吴元济再对付王承宗，但宪宗不听。后来宪宗虽然很认可韦贯之的说法，但诏书已下。朝廷以宣武节度使韩弘为都统，又命河阳节度使乌重胤、忠武节度使李光颜合兵而进。韦贯之认为不应该设置统督，这会让将领持重，但未被听取。四年后吴元济才依韦贯之之策被平定，王承宗果然如韦贯之所料臣服。不久，迁中书侍郎。同僚推荐张仲素、左补阙段文昌为学士，段文昌是武元衡女婿，韦贯之与武元衡不协，认为张、段行止不正，不宜在内庭，拒绝了。当时，左补阙张宿有口辩，得宠于宪宗，宪宗命他出使平卢节度使李师道，宰相裴度想为他请求越级的银绯章服，韦贯之拒绝，认为张宿奸佞，因此被张宿怨恨。韦贯之性格高傲，不和他认为出身低的人交往。和裴度在御前论兵时，他也惹怒了宪宗。张宿弹劾他结党，八月，他被罢相为守吏部侍郎，散官勋赐如故。不到十天，九月，翰林学士、左拾遗郭求为他申辩，结果被罢免学士，韦贯之又被贬出京城为湖南观察使。弟弟虢州刺史韦纁也被贬，韦顗、李正辞、薛公干、李宣、礼部考功员外郎韦处厚、户部员外郎崔韶、京兆少尹李建都因和韦贯之相善，都被张宿诬陷为韦贯之的党羽，被贬出京城为州刺史。韦处厚早年为韦贯之所看重，他和韦顗、李正辞都是清正之人，却因此被贬，朝内外开始大恨张宿。
裴垍、韦贯之、李绛、崔群、萧俛都是韦顗的布衣旧交，先后都做了宰相，但朝廷典章之事多咨询韦顗，说：“我们五人的智力比不上一个韦公。”
韦贯之罢相当年，宰相李逢吉用段文昌为学士。

### 拜相后
韦贯之任湖南观察使后的当月，因作战，国库不足，宪宗命盐铁副使程异出使诸道督课财赋。程异每到一个方镇，都说服当地官员额外收税并上缴，但韦贯之却说不忍给百姓加赋，上缴的数额不满足程异的要求，便率属部内六州上缴镇里所有的收入。因而被罢为太子李恒詹事，在东都洛阳就职。

## 唐穆宗年间
十五年（820年），唐宪宗崩，李恒继位，即唐穆宗。三月，穆宗任韦贯之为河南（即今洛阳地区）尹。长庆元年（821年）四月请去年夏末至本年夏初供馆驿外残钱。同年被召回长安拜工部尚书。但韦贯之还未及离开洛阳，就于十月在那里去世，诏赠尚书右仆射。谥贞，后改谥文。
韦贯之由布衣直至宰相期间，从未改易居室，居要职二十余年，没人敢送他重礼。他性格沉默寡言，与朋友相见时，从不奉承取悦对方。拜相期间，裴均之子持万缣请他给裴均写墓志铭，他说：“我宁可饿死，岂能做这事！”死后，家无余财。有文集三十卷。
宝历元年（825年），宰相李逢吉、窦易直、李程在延英殿谈及鄠县令崔发拖拽中人获罪之事，奏称崔发虽犯大不敬，但崔发母是已故宰相韦贯之的姐姐，年已八十，自崔发下狱以来积忧成疾，请求恩宥崔发。唐敬宗这才知崔发有老母，立即遣中使送崔发回家并抚问崔母韦夫人。韦夫人号哭，当中使面杖崔发四十，拜章谢恩，敬宗又遣中使安慰她。

## 作品
- 《元和删定制敕》三十卷，许孟容、韦贯之、蒋乂、柳登等集。[13]
- 《韦贯之集》三十卷。[43]
- 《开元格后敕》三十篇，蒋乂、许孟容、韦贯之删正制敕。[14]
- 《南平郡王高崇文神道碑》

## 评价
- 《旧唐书》
  - 史臣曰：韦氏三宗，世多才俊。纯、纁忠懿，为时元龟，作辅论兵，言皆体国。澳之贞亮，不替祖风。三代谥贞，考行无愧。
  - 赞曰：纯、纁文雅，绰有父风。

## 子孙
- 韦澳
- 韦潾
- 韦氏，嫁柳仲郢